# Akysis vespertinus
Akysis vespertinus és una espècie de peix de la família dels akísids i de l'ordre dels siluriformes.

## Distribució geogràfica
Es troba a Àsia: Myanmar.